# Шредер (тауншип, Миннесота)
Шредер (англ. Schroeder) — тауншип в округе Кук, Миннесота, США. На 2010 год его население составило 205 человек.

## География
По данным Бюро переписи населения США площадь тауншипа составляет 411,9 км², из которых 388,3 км² занимает суша, а 23,7 км² — вода (5,75 %).

## Демография
По данным переписи населения 2010 года в тауншипе Шредере проживали 205 человек, было 99 домохозяйств и 62 семьи. Плотность населения — 0,5 чел./км². Расовый состав населения: 98,0 % белых и представители двух и более рас — 1,0 %.
Из 99 домашних хозяйств 56,6 % представляли собой совместно проживающие супружеские пары (16,2 % с детьми младше 18 лет), в 5,1 % домохозяйств женщины проживали без мужей, в 1,0 % домохозяйств мужчины проживали без жён, 37,4 % не имели семьи. В среднем домашнее хозяйство вели 2,07 человека, а средний размер семьи — 2,61 человека.
Население тауншипа по возрастному диапазону распределилось следующим образом: 14,1 % — жители младше 18 лет, 3,5 % — между 18 и 21 годами, 59,0 % — от 21 до 65 лет и 23,4 % — в возрасте 65 лет и старше. Средний возраст населения — 51,5 года. На каждые 100 женщин приходилось 103,0 мужчин, при этом на 100 совершеннолетних женщин приходилось уже 112,0 мужчин сопоставимого возраста.
В 2000 году средний годовой доход домохозяйства составлял 33 250 долларов, а средний годовой доход семьи — 39 375 долларов. Средний доход мужчин — 40 000 долларов, в то время как у женщин — 22 083. Доход на душу населения составил 19 853 доллара. За чертой бедности находились 7,9 % семей и 6,6 % всего населения тауншипа, из которых 21,4 % младше 18 лет.